# Brănești (okręg Gorj)
Brănești – wieś w Rumunii, w okręgu Gorj, w gminie Brănești. W 2011 roku liczyła 404 mieszkańców.